# Англоамериканци
Англичаните в САЩ, наричани още американски англичани или англоамериканци, са американски граждани с английско потекло. След американските немци и американските ирландци, те са третата по големина етническа група с европейски произход в САЩ. Според демографите обаче тази оценка е неточна, тъй като данните са базирани на въпросник и повечето американци с английски произход са по-склонни да се определят само като американци.